# Гауйиена
Га́уйиена (латыш. Gaujiena; исторические названия: Ацель, Адзель (нем. Adsel), Говья) — населённый пункт в северо-восточной части Латвии, расположенный в Гауйиенской волости Апского края на правом берегу реки Гауя. До 1 июля 2009 года входил в состав Алуксненского района.
Является центром Гауйиенской волости. Расстояние до города Апе — 25 км, до Алуксне — 52 км, до Риги — 159 км.

## История
Местность Очела, на которой ныне находится Гауйена, впервые упоминается в Новгородских летописях под 6619 (1110/1111) годом, в связи с нападением на эти земли новгородского князя Мстислава Владимировича.

«В лѣто 6619.

[…]

Томь же лѣтѣ ходи Мьстислав на Очелу.»— Новгородская первая летопись старшего извода (Синодальный список), лл. 7об., 8
Зимой 6687 (1178/1179) года новгородцы под предводительством князя Мстислава Ростиславича вновь совершили набег на Чудь, вплоть до моря, в том числе и на Очелу.

«В лѣто 6687.

[…]

а на зиму иде Мьстислав с новгородьци на Чюдь, на Очелу, и пожьже всю землю ихъ, а сами отбегоша к морю, нъ и ту ихъ досыти паде.»— Новгородская первая летопись старшего извода (Синодальный список), лл. 42об., 43
В 1224 году орден меченосцев подчинил Очелу (Адзелэ). Однако, насколько долго после данного захвата Адзелэ оставалась за меченосцами доподлинно неизвестно, поскольку в том же 1224 году жители этих земель ещё платили дань во Псков, и, по косвенным данным, продолжали платить в 1280-х годах.
Во время Ливонской войны отряд русских под командованием Г. Колычева в сентябре 1558 года взял Говью (Ацель)
По XX век здесь находилась земля Адсельского поместья (Adsel).
В 1945 году был образован Гауйиенский сельсовет. В селе располагался колхоз «Гауйиена».

## Экономика
В Гауйиене имеются: 3 магазина, 2 кафе, Гауйиенская гимназия, Гауйиенская специализированная школа-интернат, музыкальная и художественная школа, детское дошкольно-образовательное учреждение «Тауренитис», Гауйиенская волостная библиотека, Дом культуры, аптека, почтовое отделение.

## Достопримечательности
- Замок Ливонского ландмейстерства Тевтонского ордена. Построен в 1238 году. Разрушен в ходе Ливонской и Северной войн.
- Мемориальный музей Я. Витола «Анниняс» («Anniņas»).
- Поместье Гауйиена. Построено в 1850 году бароном Юлиусом фон Вульфом под названием Адзель.